# Hippodrome du Champ de Mars
Cet hippodrome ne doit pas être confondu avec l’Hippodrome du Champ-de-Mars qui était une salle de spectacles parisienne à la fin du XIXe siècle.
 (septembre 2018).
Si vous disposez d'ouvrages ou d'articles de référence ou si vous connaissez des sites web de qualité traitant du thème abordé ici, merci de compléter l'article en donnant les références utiles à sa vérifiabilité et en les liant à la section « Notes et références ».
L'hippodrome du Champ de Mars est situé à Port-Louis, capitale de l'île Maurice.

## Histoire
Il a été inauguré en 1812 par le colonel Draper (en), qui aida à créer le Mauritius Turf Club la même année. Il s'agit du plus vieil hippodrome de l'hémisphère sud et du deuxième plus vieux au monde, après celui de la Turquie.
Plusieurs grands champions ont foulé sa piste. Des jockeys célèbres tels que Glen Hatt, Jeffrey Loyld ou encore Christophe Soumillon, mais aussi des chevaux qui se sont distingués à de nombreuses reprises sur la piste : Altaturk, Noble Salute, The Cardinal, Disa Leader, Ice Axe, Il Saggiatore. 

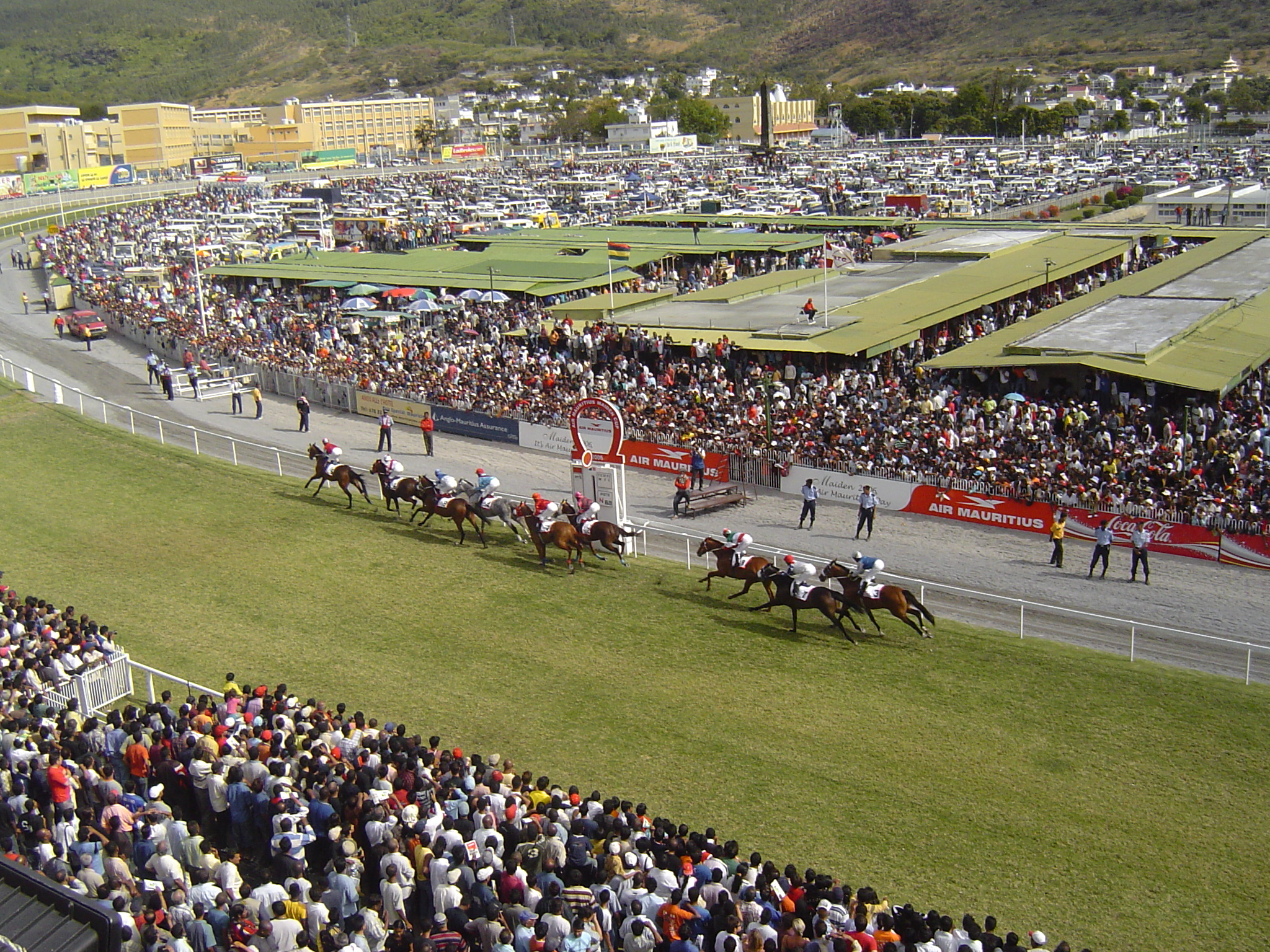
Maiden Cup 2006.

La piste du Champ de Mars est reconnue comme ayant certains pièges pour les cavaliers. Notamment à l'arrivée du parcours où on trouve une pente et des virages très étroits qui ajoutent à la difficulté à la course.
La plus grande course de l'année est The Maiden Cup, courue en septembre. À la fin du calendrier hippique se déroule la fin de semaine internationale, où des jockeys du monde entier viennent s'affronter.